# Mejgórie (Primórie)
Mejgórie - Межгорье (rus) - és un poble al krai de Primórie, a l'Extrem Orient de Rússia, que en el cens del 2010 tenia 100 habitants.